# Agersennep
Agersennep (Sinapis arvensis), også skrevet Ager-Sennep, er en 30-60 cm høj urt, der i Danmark vokser almindeligt f.eks. på agerjord og i vejkanter.

## Beskrivelse
Agersennep er en enårig, urteagtig plante med en stiv, opret vækst. Stænglen er kantet og ruhåret. Bladene er spredstillede, og de nederste er stilkede og fjerlappede, mens de øverste er ustilkede og lancetformede med groft takket rand. Oversiden er græsgrøn med forsænkede bladribber, mens undersiden er noget lysere. Begge bladsider har spredte, stive hår.
Blomstringen foregår i juni-oktober, hvor man finder blomsterne samlet i åbne, endestillede stande. De enkelte blomster er regelmæssige, 4-tallige og har gule kronblade. Frugterne er skulper, med mange, kuglerunde frø.
Rodsystemet består af en kraftig pælerod og talrige, trævlede siderødder.
Højde x bredde og årlig tilvækst: 0,50 x 0,30 m (50 x 30 cm/år).

## Voksested
Agersennep har sin naturlige udbredelse i Nordafrika, Mellemøsten (til og med Afghanistan og Pakistan), Centralasien, Kaukasus og Europa. Den er knyttet til lysåbne eller let skyggede voksesteder med næringsrig og kalkholdig jord, gerne på ler. I Danmark er den almindelig i hele landet.
Arten er desuden naturaliseret i alle tempererede egne af verden, og også i hele det nordlige Europa er den oprindelig indslæbt med korndyrkningen.
På Dueodde findes arten sammen med bl.a. agerpadderok, agerstedmoderblomst, agertidsel, alm. kvik, alm. røllike, spergel, blød hejre, burresnerre, harekløver, hvidkløver, hvidmelet gåsefod, lugtløs kamille, rød arve og skvalderkål
| Portal | Portal:Botanik |

## Note
1. ↑  Vand og Natur: NATURA 2000-basisanalyse for Habitatområde nr. 164: Dueodde